# Conacul Barcianu din Rășinari
Conacul Barcianu este un monument istoric aflat pe teritoriul satului Rășinari, comuna Rășinari, județul Sibiu.

## Istoric și trăsături
Istoria familiei Barcianu începe în 1699, cu Coman Bîrsan, învățător și, ulterior, protopop ortodox, care a trăit 105 ani, până în 1804. Acesta a fugit din Țara Bârsei în urma unei epidemii de ciumă. A ajuns în Rășinari în anul 1721 și a fost angajat ca dascăl pentru copii și cântăreț la strană, iar ca locuință i s-a oferit o căsuță aflată în apropierea Bisericii Vechi.
Fiul său, Sava Popovici vârstnicul, a fost un renumit copist al manuscriselor bisericești vechi și predicator.
Numele original al familiei Bîrsan a fost schimbat în Barcianu de către al șaselea preot al familiei, Sava Popovici Barcianu (1814-79), care în 1839 s-a căsătorit cu fiica lui Coman Cioran, Stanca. Acest nume a rezultat din latinizarea denumirii „Țara Bârsei” în „Ţara Barcia”, conform uzanței vremii. Sava Popovici Barcianu a fost numit profesor la Seminarul Teologic din Sibiu, iar în anul 1869 a fost ales membru corespondent al Academiei Române.
Construcția clădirii a început în jurul anului 1835, inițial, casa avea doar parter și un pod mansardat din lemn.
Conacul a fost reconstruit după Primul Război Mondial, în jurul anului 1920, de nepoții lui Sava Popovici Barcianu, primind forma care se păstrează și în prezent.

## Imagini

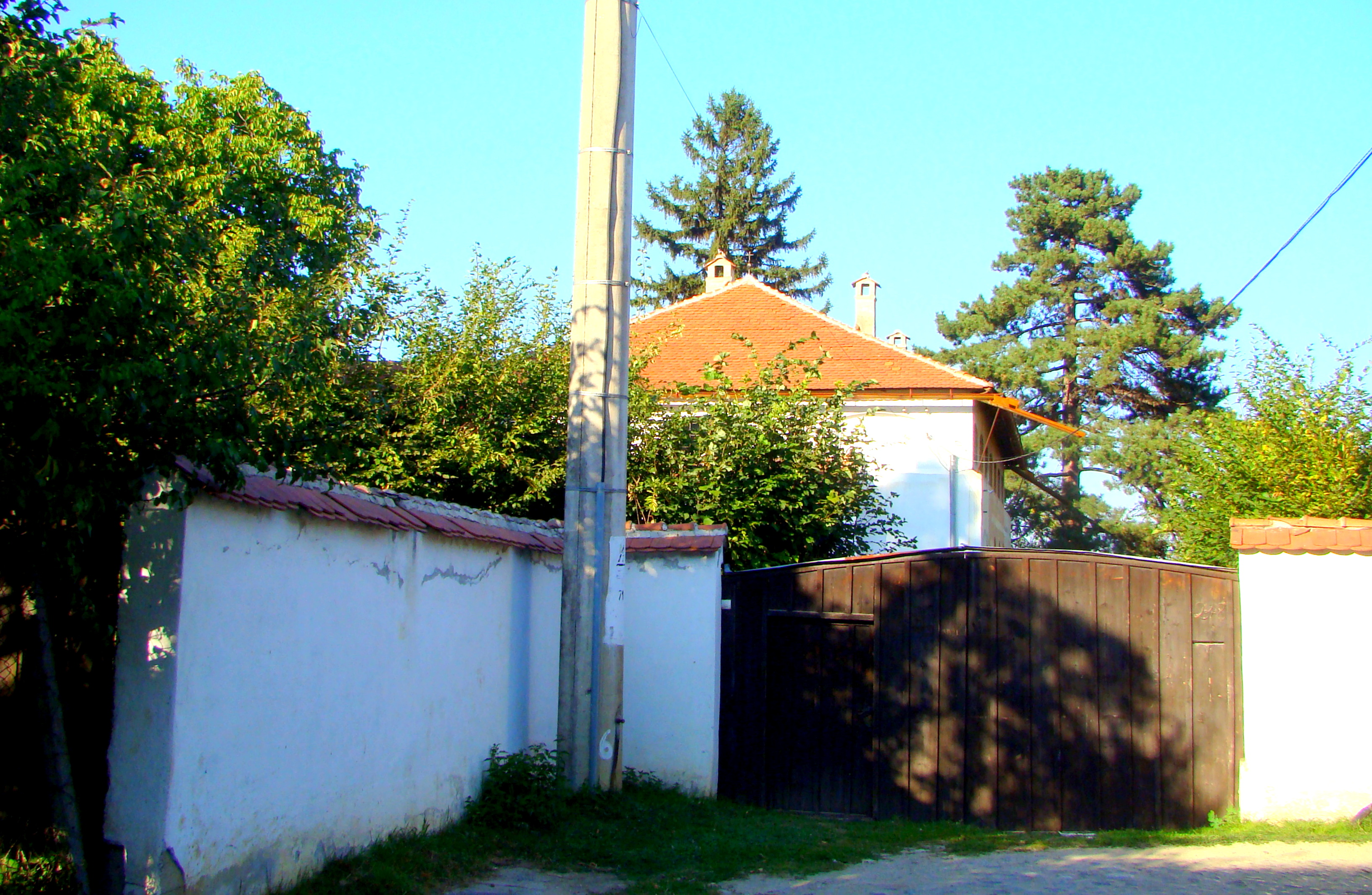
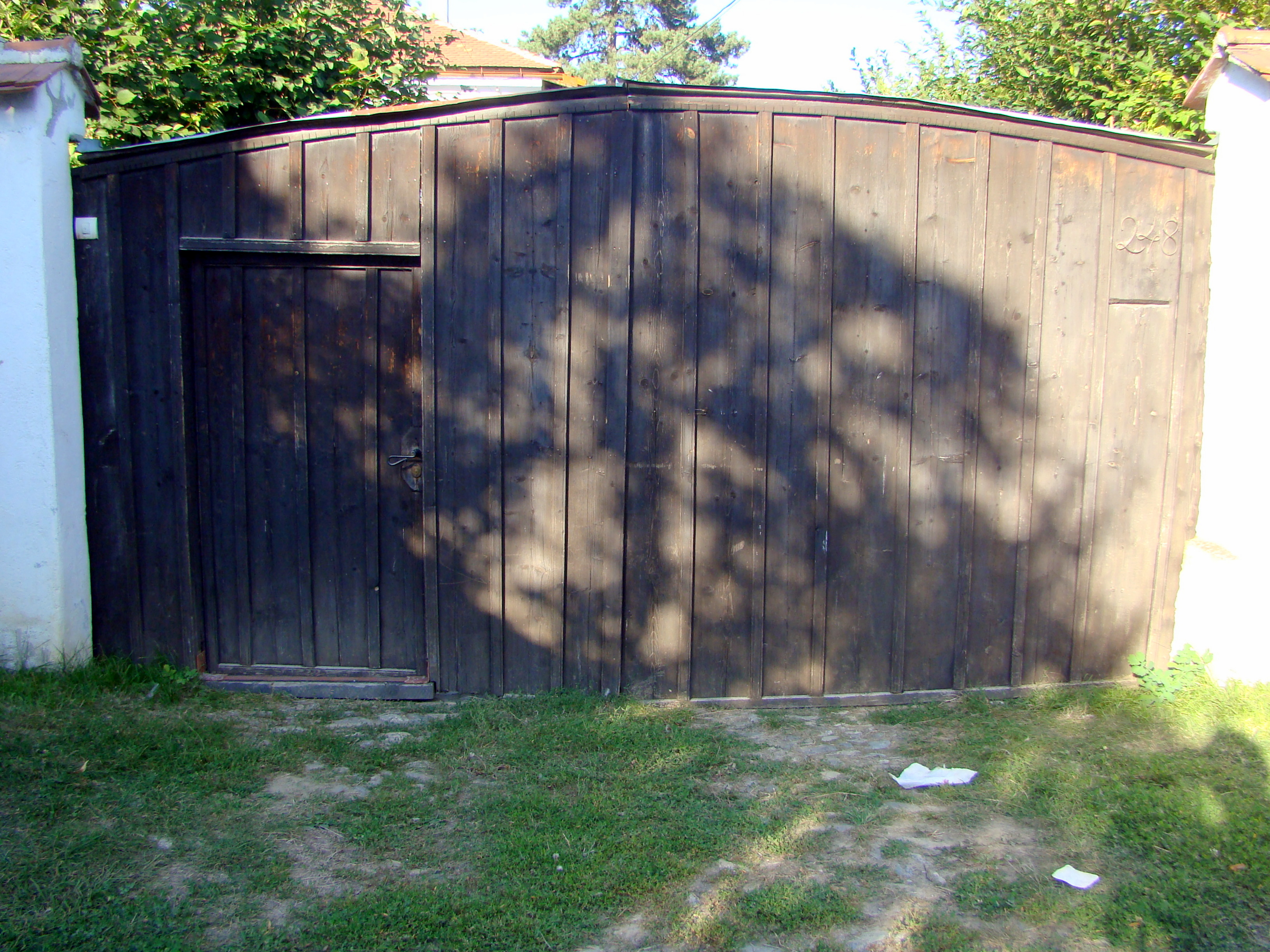
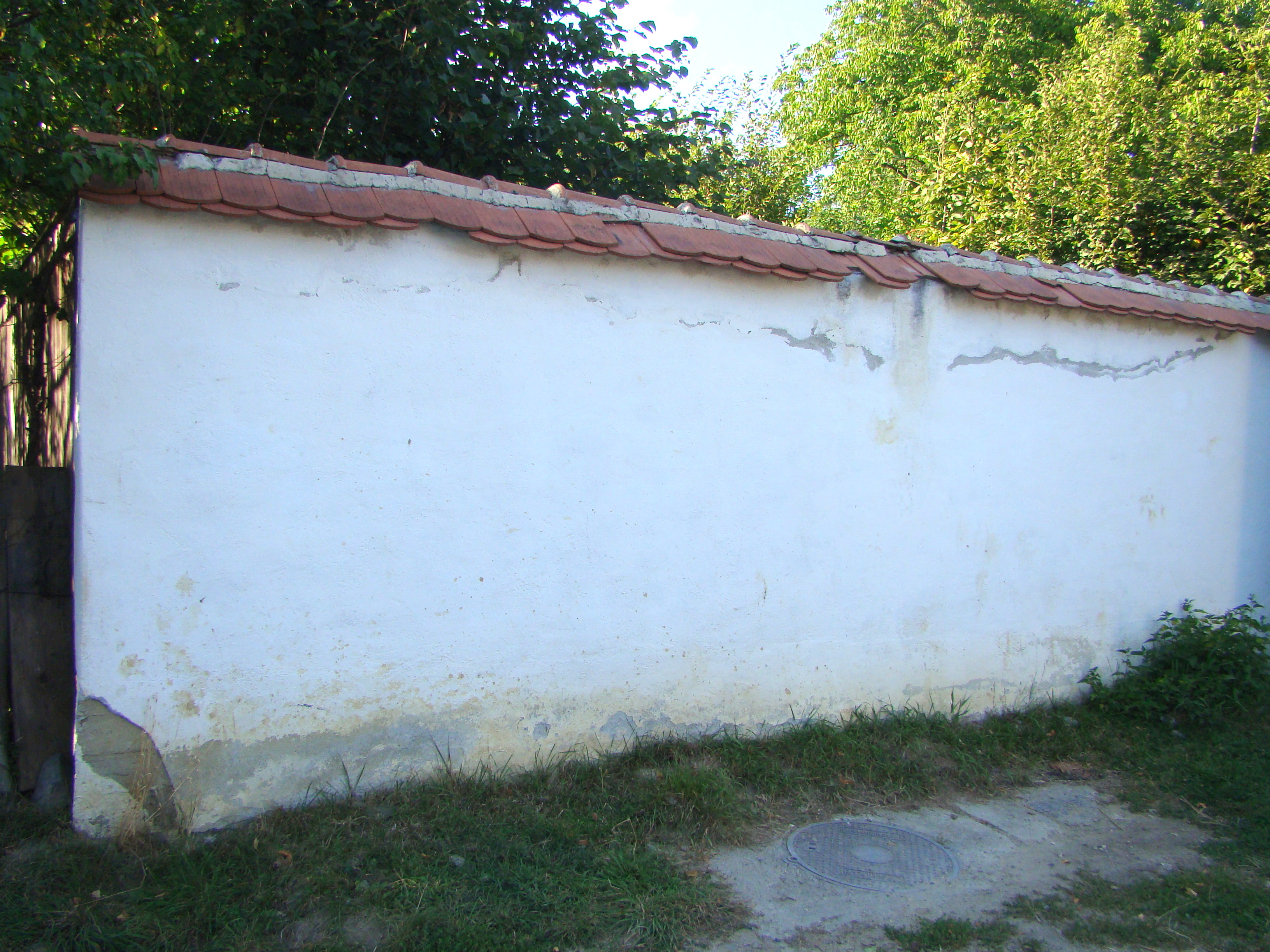
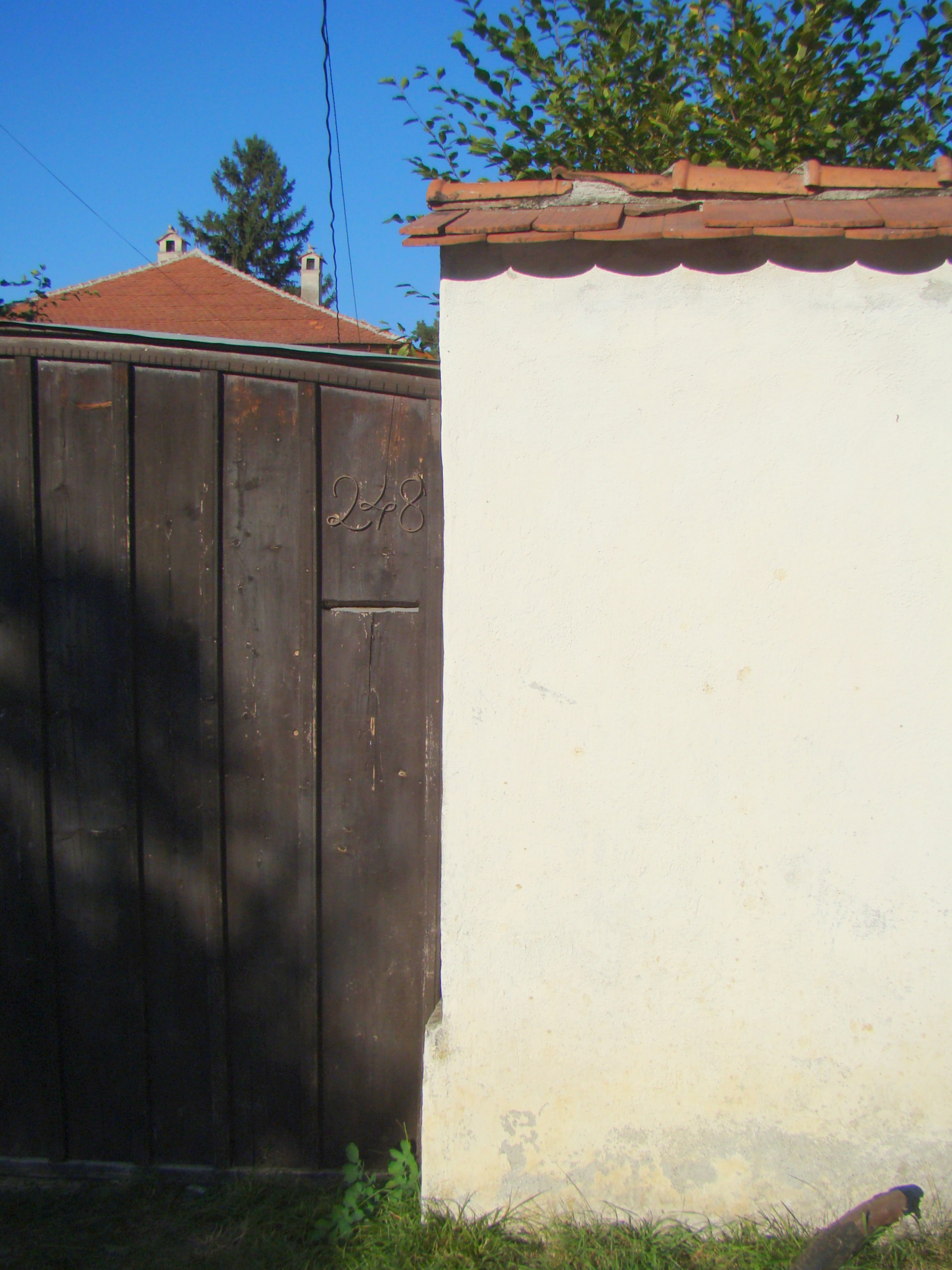
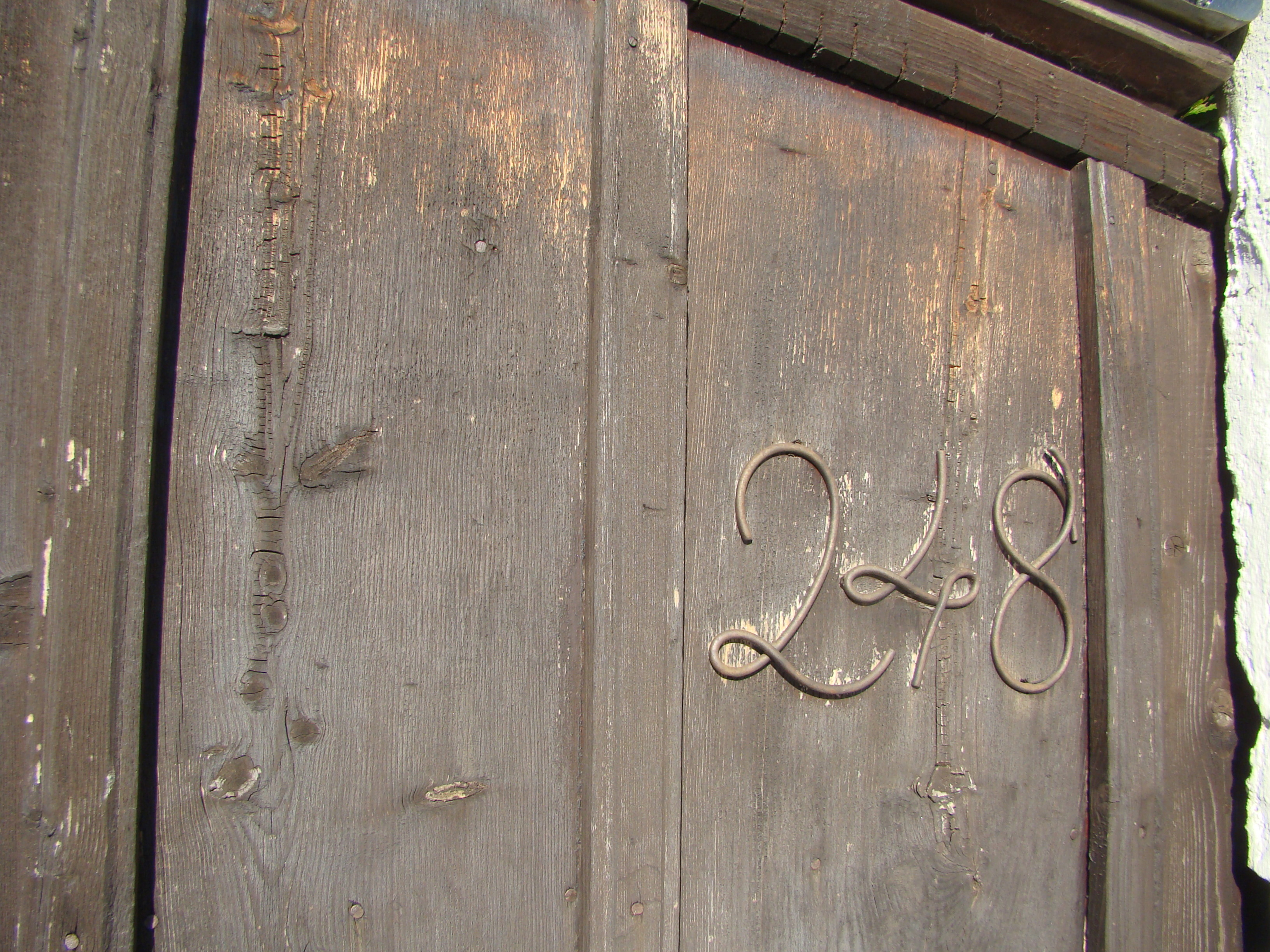
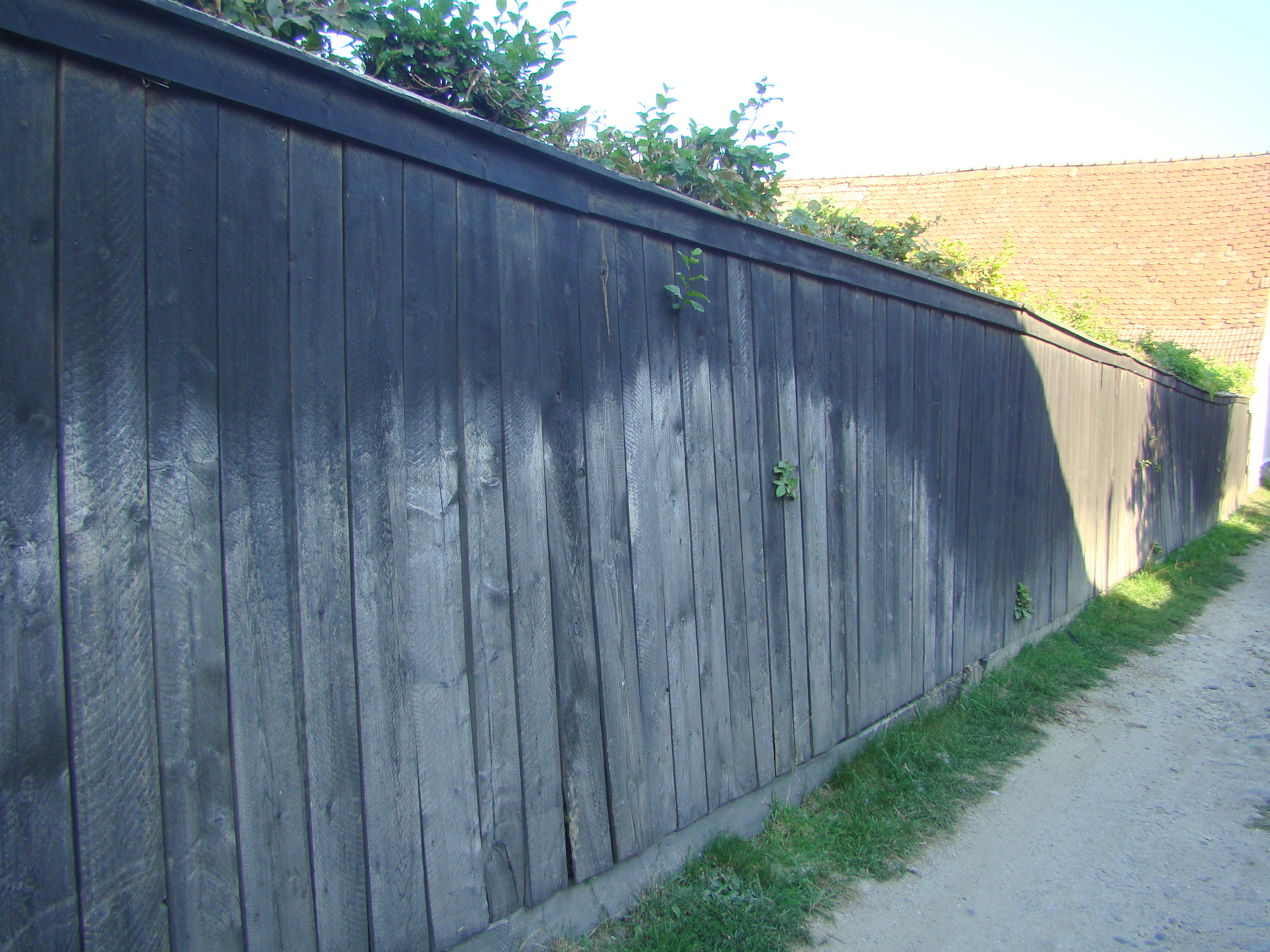
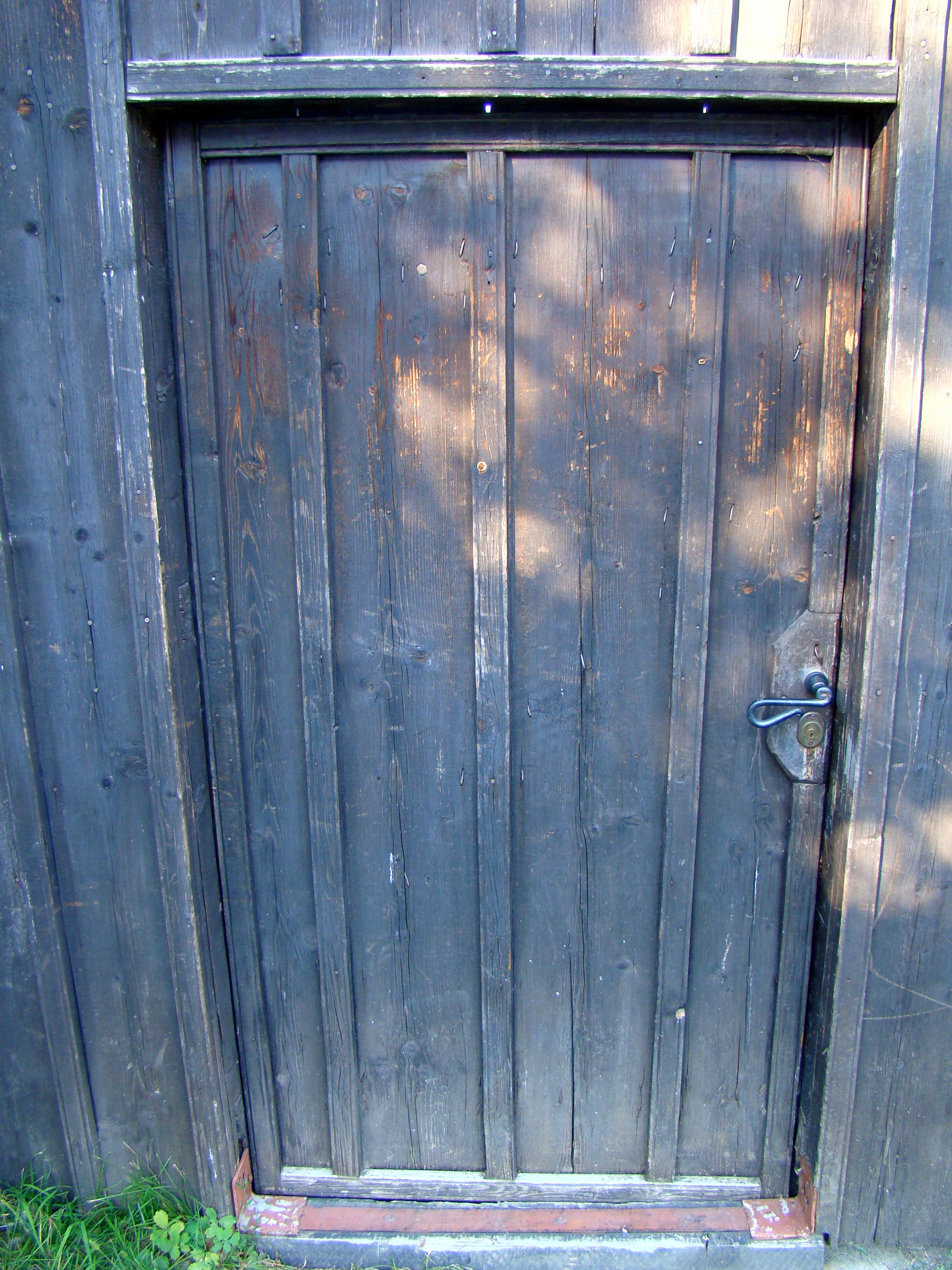

## Vezi și
- Rășinari, Sibiu
- Sava Barcianu-Popovici
- Daniel Popovici Barcianu